# Lucy Lee
Pour les articles homonymes, voir Lee.
Lucy Lee (Adela Urygova de son vrai nom), née le 10 avril 1984 à Krnov en Tchécoslovaquie, est une actrice de films pornographiques tchèque reconvertie en modèle de charme.

## Biographie
Elle commence sa carrière en 2002. Elle est vite repérée par Pierre Woodman et la compagnie Private pour qui elle tourne de nombreux films. Elle tourne également aux États-Unis ce qui lui permet en 2004 d'être nommée dans plusieurs catégories des AVN Awards.
Depuis 2007, Lucy Lee, sous le pseudonyme de Fiona, travaille exclusivement comme modèle de charme pour des sites érotiques comme Femjoy.

## Récompenses
- 2004 AVN Award nomination pour Female Foreign Performer of the Year
- 2004 AVN Award nomination pour Best Anal Sex Scene – Video (Crack Her Jack)
- 2004 AVN Award nomination pour Best Three-Way Sex Scene – Video (Chasing the Big Ones 16 avec Mark Anthony et Justin Slayer)
- 2004 AVN Award nomination pour Best Sex Scene in Foreign-Shot Production (Euro Angels: Hardball 19)